# 米拉 (伊利諾伊州拉薩爾縣)
米拉（英語：Milla）是位於美國伊利諾伊州拉薩爾縣的一個非建制地區。該地的面積和人口皆未知。

## 地理
米拉的座標為41°08′29″N 88°59′00″W / 41.14139°N 88.98333°W，而該地的平均海拔高度為205米（即673英尺）。